# Louis-Emmanuel d'Angoulême
Louis-Emmanuel de Valois-Angoulême (baptisé le 28 avril 1596 à Clermont, en Auvergne - 13 novembre 1653 à Paris). Fils de Charles d'Angoulême, fils naturel du roi de France Charles IX, et de Charlotte de Montmorency. 

## Biographie
Comte d'Alais, il devient en 1608 abbé commendataire de La Chaise-Dieu et il est nommé évêque commendataire d’Agde en 1612. Il renonce à ses bénéfices ecclésiastiques en 1622 pour se marier.
Il est nommé Colonel général de cavalerie du 1er janvier 1624, fonction qu'il occupe jusqu'au 28 novembre 1649, Maréchal de camp le 17 avril 1635 et gouverneur de Provence le 29 octobre 1637, il entre en fonction en janvier 1638. Pendant la Fronde, refusant d'obéir à Mazarin, il est rappelé à la Cour en septembre 1650 et destitué finalement de son gouvernorat en février 1653. Ministre d'État le 20 juillet 1653 et duc-pair de La Guiche en juillet 1653. Il était Chevalier des Ordres depuis le 14 mai 1633. À la mort de son père en 1650, il devient le 5e duc d'Angoulême et comte d'Auvergne.
Son tombeau est visible en l'église de La Guiche, ancienne église des Révérends Pères Minimes du couvent de La Guiche, où il fut inhumé, conformément aux dispositions de son testament daté du 24 janvier 1651 (qui précisait que « ses funérailes y [fussent] faictes sans pompe »),. 

## Union et postérité
Il épouse le 8 février 1629 Marie Henriette de La Guiche, dame de Chaumont, fille de Philibert de La Guiche. Elle meurt en 1682. De cette union naissent quatre enfants :
- Louis d’Angoulême (1630 à Paris-4 octobre 1637 au château d'Ecouen), comte d’Auvergne.
- Marie-Françoise d'Angoulême (27 mars 1631-4 mai 1696 à Alençon) duchesse d’Angoulême, comtesse de Lauraguais, d’Alais, de Ponthieu. Elle épouse le 3 novembre 1649 à Toulon Louis de Lorraine, duc de Joyeuse, dont descendance.
- Armand d'Angoulême (14 juillet 1635 à Paris-16 novembre 1639 à Paris), comte d'Auvergne.
- François d'Angoulême (24 avril 1639 à Aix-en-Provence - 10 juillet 1644 à Salon de Craux), comte d'Auvergne.

Louis-Emmanuel d'Angoulême eut également un fils naturel, Antoine-Charles-Louis d'Angoulême (1649-25 septembre 1701), chevalier d'Angoulême, premier gentilhomme du prince de Conti, légitimé en août 1677.